# 트레버 노아

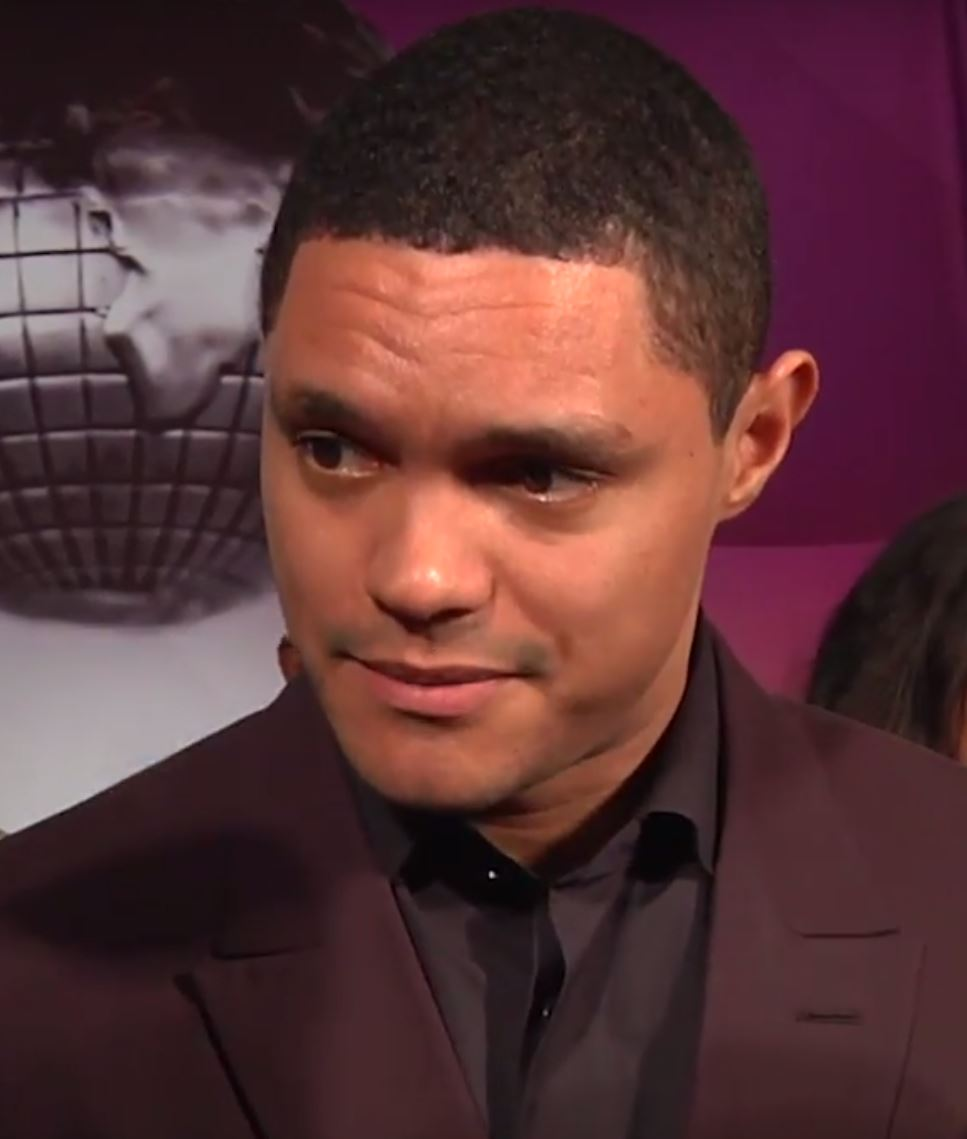

트레버 노아(Trevor Noah, 1984년 2월 20일 ~ )는 남아프리카공화국 출신 코미디언이자, TV 진행자, 정치평론가다. 열여덟 살에 코미디언 활동을 시작했고, 미국으로 건너가 〈더 투나잇 쇼〉, 〈레이트 쇼 위드 데이비드 레터먼〉등에 출연하며 본격적으로 얼굴을 알렸다. 이후 불과 3년 만에 미국을 대표하는 정치 풍자 뉴스 프로그램 〈더 데일리 쇼〉의 새로운 진행자로 발탁되었다.
아버지는 스위스 출신의 백인이며, 어머니는 남아프리카 코사족 출신의 흑인이다. 당시 아파르트헤이트의 배덕법에 따라 그의 출생은 불법으로 여겨졌다. 이 때문에 그의 부모님은 공식 결혼을 하지 않았다. 2016년에는 그의 자전적 이야기를 담은 책 《태어난 게 범죄Born a Crime》을 출간하였다.